# Fraureuth
Fraureuth település Németországban, azon belül Szászország tartományban. Lakosainak száma 5055 fő (2023. december 31.).

## Népesség
A település népességének változása:
| Lakosok száma | 5204 | 5154 | 4990 | 4994 | 5055 |
|               | 2017 | 2019 | 2021 | 2022 | 2023 |